# Mioch versus Goderie
Mioch versus Goderie was een filmprogramma uit 2004 van Jac. Goderie en René Mioch.

## Formule
Het filmprogramma was gebaseerd op het populaire Amerikaanse format van 'Siskel & Ebert at the Movies' - dat sinds de vroegtijdige dood van Siskel omgedoopt werd tot 'Ebert & Roeper' - waarin de filmcritici Roger Ebert en Gene Siskel/Richard Roeper nieuwe films bespreken. Zo ook bij dit programma. Algemeen bekend is dat Mioch (Films en Sterren) een liefhebber van dure Hollywoodfilms is, en Goderie (Filmspot) een arthouse-liefhebber. De tegenstellingen tussen de twee werden in het programma dan ook verder uitgevent. Er was ook altijd een gast die plaats nam tussen de twee op de bank.